# Olympische Sommerspiele 1964/Teilnehmer (Bolivien)
| Gelbes Symbol für Goldmedaillen mit stilisierten Olympischen Ringen | Graues Symbol für Silbermedaillen mit stilisierten Olympischen Ringen | Braundes Symbol für Bronzemedaillen mit stilisierten Olympischen Ringen |
| ------------------------------------------------------------------- | --------------------------------------------------------------------- | ----------------------------------------------------------------------- |
| —                                                                   | —                                                                     | —                                                                       |

Bolivien nahm an den Olympischen Sommerspielen 1964 in Tokio, Japan, mit einer Delegation von einem Sportler (ein Mann) teil.

## Teilnehmer nach Sportarten

### Kanu
- Fernando Inchauste
Einer-Kajak, 1000 Meter: Viertelfinale